# Structuurformule
Een structuurformule is een chemische formule die zowel de structuur als samenstelling van een molecuul of kristalstructuur weergeeft. Een structuurformule geeft meer informatie dan een brutoformule of molecuulformule, die enkel de aantallen van de verschillende atomen geven. Voor veel organische moleculen volstaat een structuurformule die de verschillende atomen en de bindingen ertussen tweedimensionaal weergeeft. Bij andere stoffen is een uitgebreidere set symbolen nodig om ze bruikbaar weer te geven. Dat is bijvoorbeeld het geval voor aromatische moleculen, andere resonante structuren, complexen en ionen. Structuurformules volgen uit de Lewistheorie en -notatie voor binding. Hoewel vrije elektronenparen vaak niet in structuurformules worden weergegeven, kan dat wel. Structuurformules waarin ook de vrije elektronenparen staan zijn Lewisstructuren.

## De onderdelen van een structuurformule
Een molecuul is een fysisch gegeven en kan met aangepaste technieken waargenomen worden. Een structuurformule is een poging tot een bruikbare weergave op papier van de belangrijkste kenmerken van een molecuul.
- De letters staan voor de atoomkernen.
- De streepjes (ook wel dubbele stippen) staan voor vrije elektronenparen of bindingen tussen atomen.

Voorbeeld

Ieder streepje vertegenwoordigt 2 valentie-elektronen. Dat zijn elektronen van de buitenste schil (de valentieschil). Een streepje kan zowel een binding tussen twee atomen voorstellen als een vrij elektronenpaar. Een vrij elektronenpaar hoort bij een atoom en maakt geen deel uit van een binding.
Een formele lading is een lading zoals ze voorkomt in een structuurformule. Het is de uitdrukking van de elektrische lading van een atoom in een structuurformule. 
De formele lading hangt af van het aantal negatieve ladingen (elektronen) en het aantal positieve ladingen (protonen). Van de atomen kunnen alleen de valentie-elektronen opgenomen of afgegeven worden. Het aantal protonen verandert niet.

### Concreet
In principe geeft de structuurformule van een stof aan:
- welke atomen er in de stof aanwezig zijn;
- welke atomen er aan elkaar gebonden zijn;
- met hoeveel bindingselektronenparen twee atomen aan elkaar gebonden zijn (een enkele, dubbele of drievoudige binding);
- welke atomen vrije elektronenparen dragen;
- welke atomen formele ladingen dragen;
- welke hoeken de bindingen met elkaar maken (alleen in beperkte zin).

In de praktijk komt het voor dat in de structuurformule
- de koolstof- en waterstofatomen niet allemaal weergegeven worden;
- de enkele bindingen niet expliciet geschreven worden;
- de vrije elektronenparen niet altijd aangebracht worden;
- met de bindingshoeken helemaal geen rekening gehouden wordt.

## Isomeren
Chemische verbindingen kunnen in verschillende geometrische (ruimtelijke) vormen voorkomen. De structuurformule geeft de ruimtelijke rangschikking van de atomen weer, wat in een molecuulformule (of brutoformule) niet kan.
Een van de voordelen van een structuurformule is de mogelijkheid van de weergave van isomeren.
Voorbeelden:
- Butaan, molecuulformule C4H10. In n-butaan (ook wel orthobutaan) zijn de vier koolstofatomen lineair gerangschikt, oftewel ze liggen in één lijn. In isobutaan (methylpropaan) daarentegen zijn de vier koolstofatomen vertakt als een T.
- Molecuulformule: C6H12. 1-hexeen en cyclohexaan hebben respectievelijk de volgende structuurformules:

## Ringstructuur
Een ringstructuur kan plat of in perspectief als een stoel getekend worden.

Molecuulstructuur van cellobiose in perspectief weergave
Molecuulstructuur van cellobiose in de zogenaamde stoelconfiguratie
Structuurformule van fructose in plat vlak weergegeven

## Verschillende weergaven

Pyrrool
Maltose